# 山東省体育中心体育場

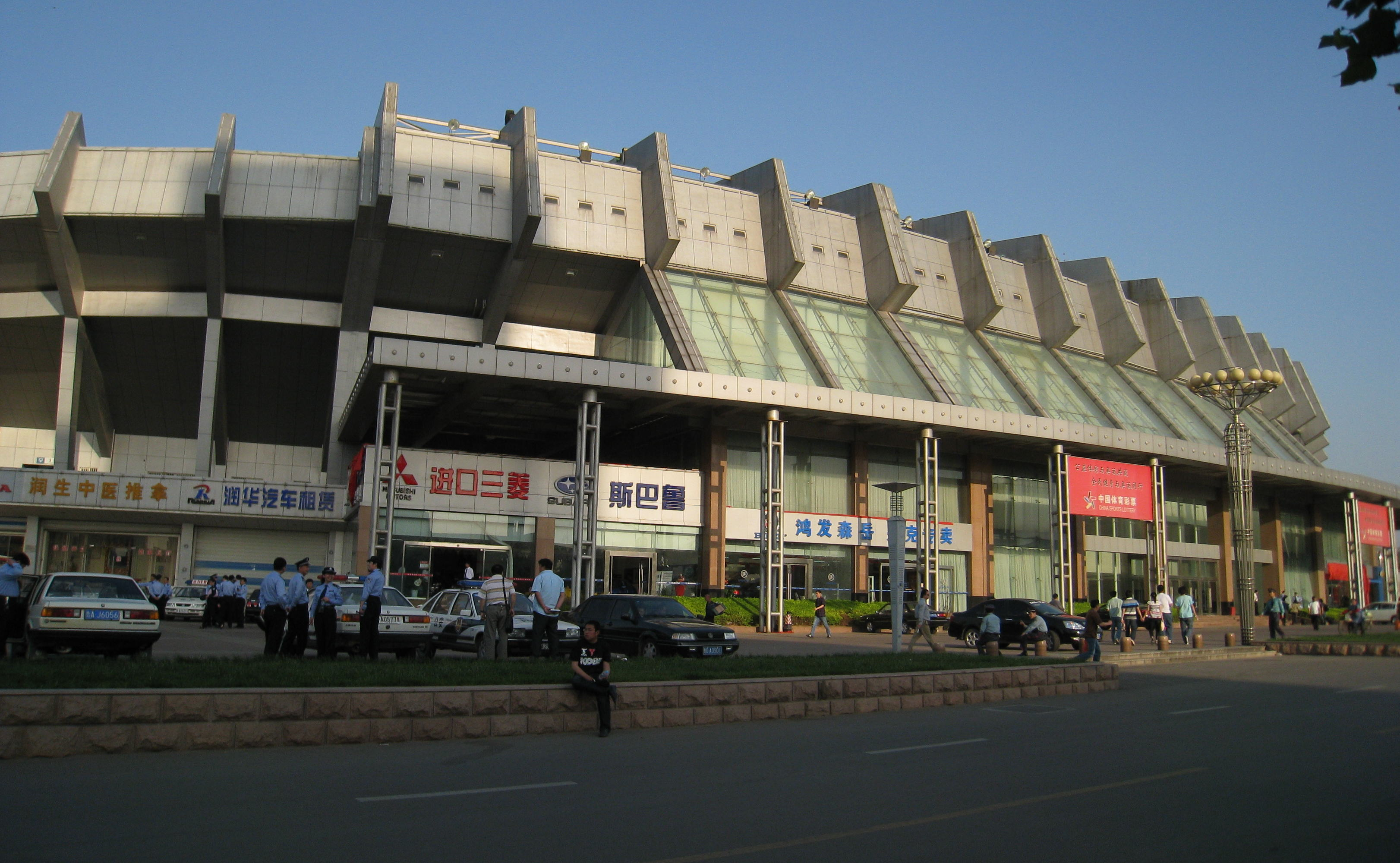
山東体育中心の外観

山東省体育中心体育場（さんとうしょうすぽーつせんたーきょうぎじょう、簡体字中国語: 山东省体育中心体育场、英: Shandong Sports Stadium）は、中国山東省済南市にある多目的スタジアム。
1987年に設立されたが、2003年に8300万元かけて大規模改築し、中国でも有数の競技場となった。収容人数は55,000人。
設立以来は、1988年第一回中華人民共和国城市運動会と、AFCアジアカップ2004の会場として使用された。また、2011年9月、ロンドンオリンピック女子サッカーアジア予選の会場となった。
2012年までは中国超級リーグ（中国足球超級聯賽、国内リーグ1部に相当）に所属する山東魯能のホームスタジアムである。